# Vjekoslav Pasković
Vjekoslav Pasković (Tivat, 23. ožujka 1985.), crnogorski vaterpolist. Do 2011. igrao je za Budvu, u sezoni 2011./12. prešao je u talijanski Posillipo, a od 2012./13. branio je boje turskog Galatasaraya. Od sezone 2016./17. igrač je talijanske Brescie. Visok je 181 cm i težak 85 kg. S juniorskom reprezentacijom SRJ/SCG osvojio je EP 2002. u Bariju i 2004. na Malti. Osvojio je zlato na Univerzijadi u Izmiru 2005.